# Puntstuk (weg)

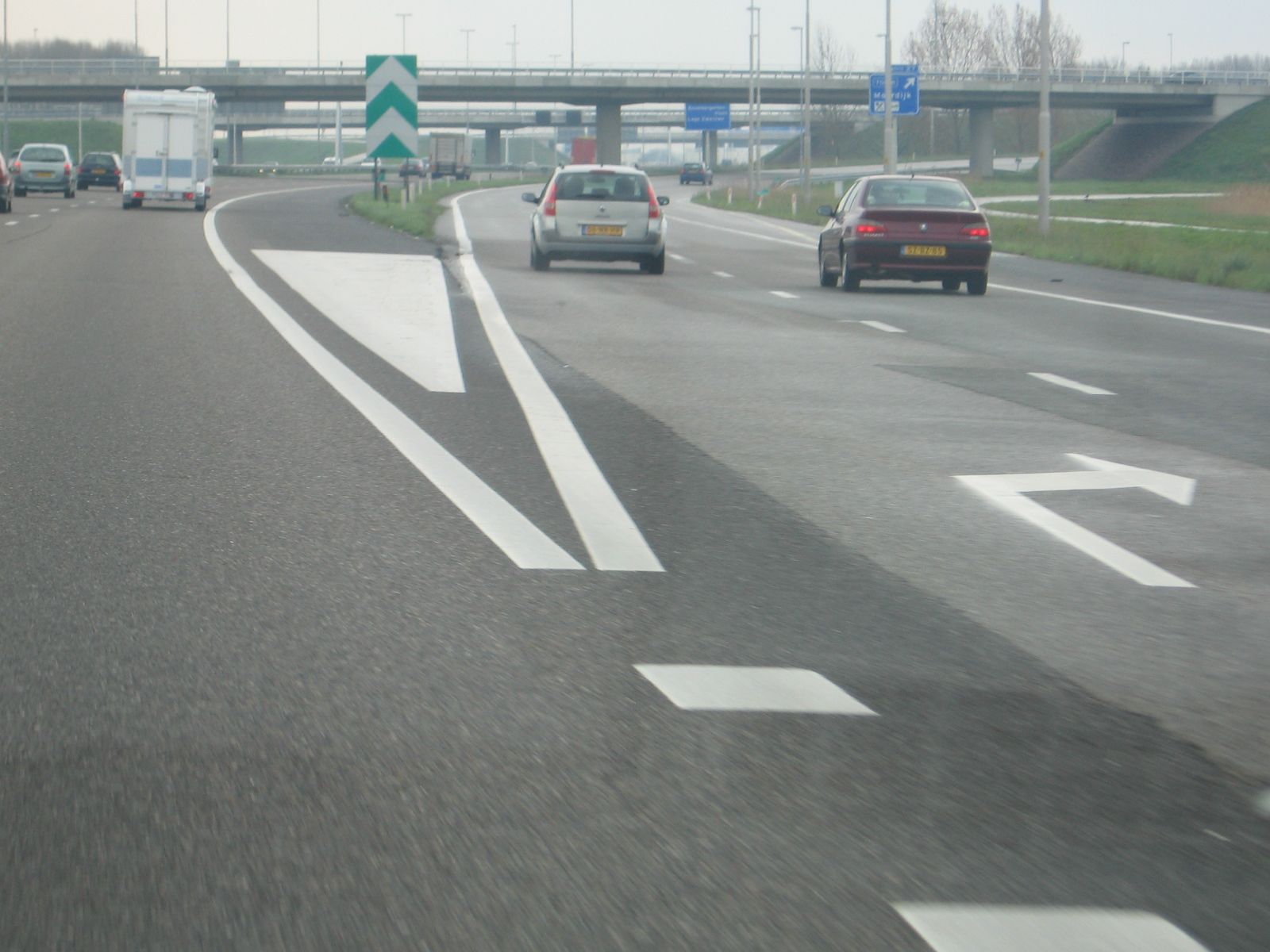
Puntstuk bij een uitvoeging

Een puntstuk is een meerhoekig vlak op een weggedeelte, opgenomen bij splitsingen of samenvoegingen van wegen, rijstroken of rijbanen; puntstukken kunnen driehoekig, rechthoekig of trapeziumvormig zijn. 
Puntstukken mogen, net als verdrijvingsvlakken, niet bereden worden.
Alleen als een puntstuk in een spitsstrook ligt mogen bestuurders die deze spitsstrook volgen over het puntstuk heen rijden.
Omdat er wordt gesproken over een meerhoekig vlak, mogen druppelvormige witte vlakken op kruispunten (één hoek) wel worden gebruikt.